# Stenothoe marina
Stenothoe marina is een vlokreeftje uit de familie Stenothoidae. De wetenschappelijke naam van de soort is voor het eerst geldig gepubliceerd in 1856 door Charles Spence Bate.